# Schmalflügliger Pelzbienenölkäfer

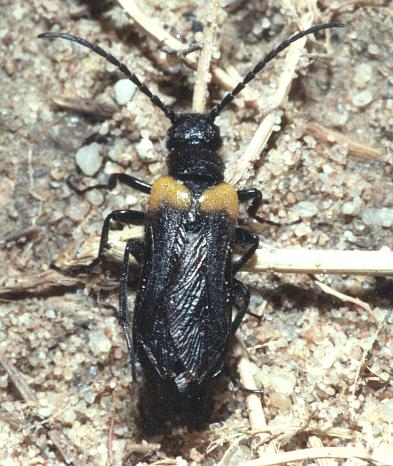
Schmalflügliger Pelzbienenölkäfer

Der Schmalflüglige Pelzbienenölkäfer (Sitaris muralis) ist ein Käfer aus der Familie der Ölkäfer (Meloidae).

## Merkmale
Die Käfer werden 7 bis 15 Millimeter groß und sind somit eine relativ kleine, unauffällige Art innerhalb der Familie der Ölkäfer. Sie haben einen schwarzen Kopf mit gelblicher Flügelwurzel. Die Deckflügel sind kürzer als der Hinterleib und klaffen am Ende stark auseinander.

## Entwicklung
Die Käfer haben wie viele Ölkäfer einen komplizierten Lebenszyklus und entwickeln sich parasitisch in den Nestern von Pelzbienen aus den beiden Gattungen Anthophora und Amegilla, aber auch Mauerbienen. Die Entwicklung der Larven verläuft über eine Hypermetamorphose, die verschiedenen Larvenstadien sind also unterschiedlich gestaltet. Die Weibchen legen Mitte/Ende August ihre Eipakete an die Ausfluglöcher der Niströhren von Pelzbienen. Die Larven  schlüpfen Ende September bis Anfang Oktober, verbleiben aber zunächst regungslos am Geburtsort im Schutze der klebrigen Eihüllen und überwintern. Dieses erste Stadium ist wie bei Meloe als Dreiklauer (Triungulinus) ausgebildet. Im April werden die Larven aktiv, sie verteilen sich an den Wänden des Ausflugslochs und lassen sich auf die schlüpfenden Bienen fallen, wenn diese den (etwas zurückliegenden) Nestverschluss durchbrechen, und klammern sich an ihnen fest (Phoresie). Da zuerst die Drohnen schlüpfen, müssen die Larven bei der Kopula der Pelzbienen auf die Weibchen überwechseln, um in weitere Nestkammern zu gelangen. Dort fressen sie zuerst das Bienenei und treiben dann auf der Eihülle auf dem Pollen-Nektar-Brei, der den folgenden Larvenstadien als weitere Nahrung dient. Sitaris muralis überwintert als Pseudopuppe und durchläuft das eigentliche Puppenstadium erst im Juli. Die Imagines schlüpfen im August.

## Vorkommen
Der Schmalflüglige Pelzbienenölkäfer ist schwerpunktmäßig mediterran in Nordafrika (Marokko, Algerien, Tunesien, Libyen) sowie Südeuropa verbreitet, kommt aber auch in West- und Mitteleuropa einschließlich Deutschland und Österreich vor. Im mitteleuropäischen Raum kommt die Art nur lückenhaft vor und besitzt ihren Verbreitungsschwerpunkt innerhalb Deutschlands im Südwesten (Baden, Hessen) und wurde neuerdings auch in Westfalen gefunden.

## Gefährdung
Der Schmalflüglige Pelzbienenölkäfer ist in Deutschland als „Gefährdet“ eingestuft, vor allem durch den Verlust des Lebensraumes seiner Wirte, der Pelzbienen.